# Vita privata di Elvis Presley

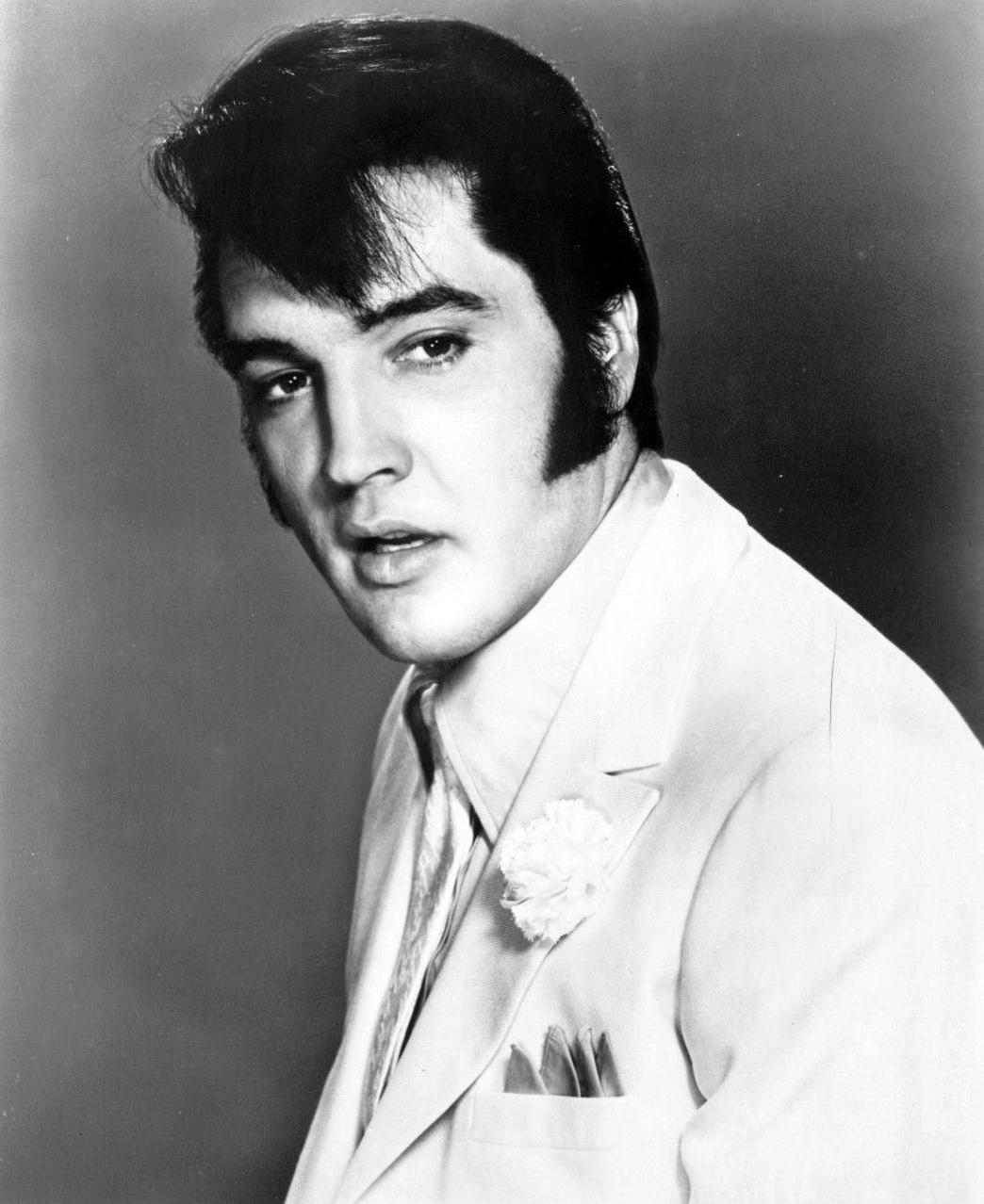
Elvis nel 1968

La vita privata di Elvis Presley è stata oggetto di molta attenzione da parte di saggisti e giornalisti di tutto il mondo, che hanno analizzato la sua vita all'infuori dell'attività artistica.

## La famiglia
Quando Elvis nacque l'8 gennaio 1935, suo padre Vernon (10 aprile 1916 - 26 giugno 1979) e la madre Gladys Love Smith (25 aprile 1912 - 14 agosto 1958), alla quale l'artista era profondamente legato, svolgevano lavori saltuari, abitavano in una modesta dimora a Tupelo, vicino al quartiere della comunità afroamericana. Tale zona diventerà per molti appassionati del cantante una sorta di meta di "pellegrinaggio". Quando nacque, Elvis sopravvisse al gemello Jessie Garon, che morì trentacinque minuti dopo la nascita del futuro artista.
La bis-bisnonna materna di Elvis, Nancy Burdine, era un'ebrea originaria della Lituania; la madre Gladys si considerava ancora di etnia ebraica, seppur di religione cristiana, e alla sua morte Elvis fece apporre sulla sua pietra tombale una stella di David da lui disegnata.
La famiglia Presley, durante il periodo della permanenza a Tupelo, prima di trasferirsi a Memphis, dimorò in diversi quartieri: dapprima presso la zona "Commerce Street", trasferendosi poi presso "Mobile Halley" e, infine, a "North Gleen Street". Tutti luoghi non residenziali, ma lontani geograficamente dalle aree poverissime abitate dalla gente nera. Sebbene la cosa non sembri avere dei riscontri con la realtà, alcuni fissano in tali aree la sua residenza durante il periodo della sua adolescenza.
Gladys morì prematuramente il 14 agosto del 1958, all'età di 46 anni, a causa di un'epatite. L'avvenimento contribuì a gettare Elvis in un grave stato di prostrazione.

## Le amanti

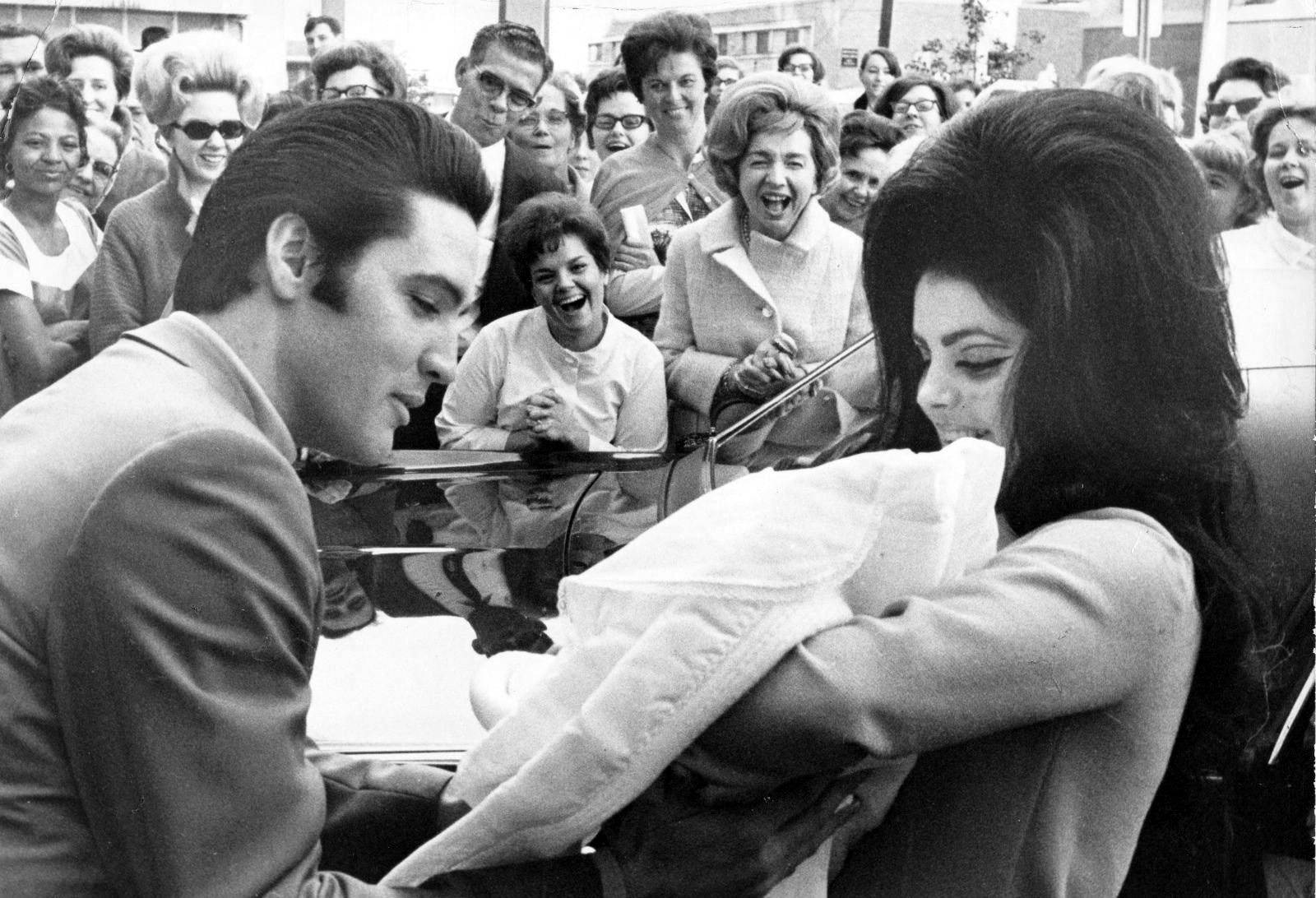
Elvis e Priscilla con Lisa Marie, febbraio 1968

Nel corso della seconda metà degli anni cinquanta il gossip dell'epoca attribuì al cantante una lunga serie di relazioni sentimentali, più o meno ufficiali, fra le quali si possono ricordare quelle che egli avrebbe intrattenuto con Dixie Locke, Barbara Hearn, Dorothy Harmony, Tempest Storm, June Juanico, e Natalie Wood, quest'ultima attrice già famosa all'epoca per aver recitato nel film Gioventù bruciata. Nello stesso periodo terminò anche il suo rapporto con Anita Wood, una cantante che godeva di una discreta fama, con la quale egli aveva da tempo instaurato una relazione. Successivamente, nell'agosto del 1959 conobbe quella che circa una decina di anni dopo sarebbe diventata sua moglie, e cioè Priscilla Beaulieu, la figlia di un colonnello statunitense, anche lui di stanza in territorio tedesco.
I suoi biografi e il gossip all'epoca, nel corso degli anni sessanta, attribuirono al cantante svariate relazioni di carattere sentimentale, principalmente con le attrici con le quali collaborava durante la lavorazione della lunga serie di pellicole che girò nel corso del decennio. Fra di esse, in ordine cronologico, si possono ricordare varie attrici come Juliet Prowse, sua partner durante la lavorazione del film Cafè Europa del 1960, Ursula Andress, partner durante la lavorazione del film intitolato Fun in Acapulco del 1963, Ann-Margret, con la quale intrattenne una relazione durante le riprese di Viva Las Vegas del 1964 e Shelley Fabares, che fu la partner femminile del cantante durante le riprese di alcune pellicole girate nel corso della seconda metà del decennio.
Dopo sette anni e mezzo di fidanzamento, il 1º maggio del 1967, il cantante convolò a nozze con Priscilla Presley, e il tutto accadde durante lo svolgimento di una cerimonia privata alla quale furono invitati e parteciparono un ristretto gruppo di persone, formato dalle rispettive famiglie e dagli amici di vecchia data della coppia, presso l'albergo denominato Aladdin Hotel, nella città di Las Vegas. Circa nove mesi dopo, il 1º febbraio 1968, nacque Lisa Marie: i suoi più accreditati biografi pongono spesso l'accento sul fatto che egli nutrì un profondo affetto per la figlia. Tuttavia, i lunghi periodi di lontananza dalla dimora coniugale, i suoi sempre più frequenti occasionali rapporti con altre donne e gli sbalzi di umore dovuti all'abuso di farmaci, diventarono la fonte di continui diverbi con la moglie che, nel frattempo aveva imbastito una relazione sentimentale con un altro uomo. Tale situazione portò lei a chiedere il divorzio nel febbraio del 1972. Il 9 ottobre del 1973, nella città di Santa Monica, venne sancito ufficialmente la separazione tra Elvis e Priscilla; nonostante la fine del loro matrimonio, essi hanno mantenuto in seguito buoni rapporti di amicizia che perdurarono sino al decesso dell'artista.
Il gossip e la vulgata degli anni settanta attorno al personaggio gli attribuì nel corso del decennio svariate e presunte relazioni di natura sentimentale con un imprecisato numero di donne, nonché delle riappacificazioni con l'ex moglie Priscilla, ma le relazioni stabili importanti di cui si ha notizia sicura furono quelle intrattenute con Linda Thompson, a suo tempo eletta anche "Miss Tennessee", che egli conobbe verso la fine del 1973 e che gli rimase accanto per circa quattro anni, cercando anche di distoglierlo dalle sue poco salutari abitudini di vita, e Ginger Alden, modella e attrice, che incontrò dopo la fine della relazione sentimentale intrattenuta con la compagna precedente, la quale gli fu accanto durante l'ultimo periodo della sua vita. La Alden fu anche la donna che assunse il ruolo di ultima "fidanzata ufficiale" di Elvis.

## Le amicizie
Negli anni settanta, Elvis strinse una stretta amicizia con il cantante gallese Tom Jones, che aveva raggiunto la notorietà internazionale durante lo svolgimento di un tour attraverso varie località degli Stati Uniti, calcando anche i palcoscenici di Las Vegas, e dal quale egli mutuò alcuni degli atteggiamenti che quest'ultimo adottava quando si esibiva sul palco.

## Il comportamento

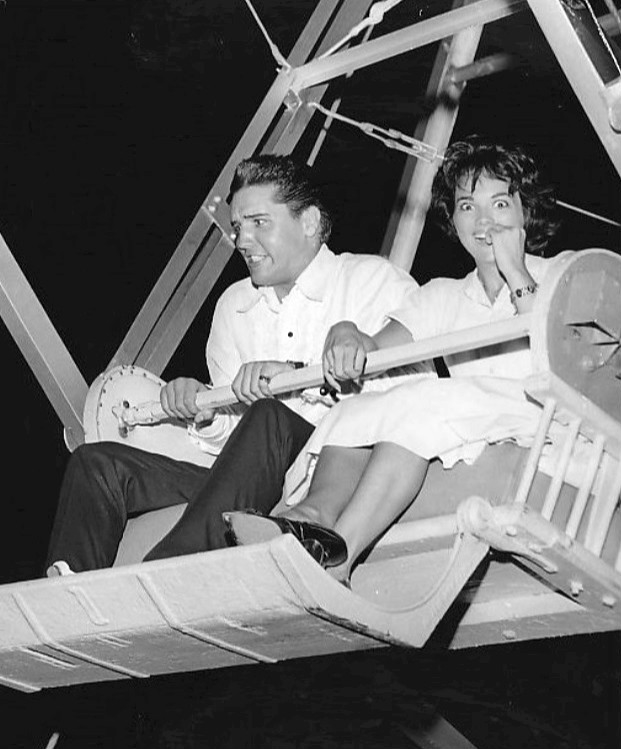
Elvis e Anita Wood nel 1960

Stando alle testimonianze dei biografi e le persone che lo hanno conosciuto, il cantante era fragile e insicuro, fattore che avrebbe contribuito, nei suoi ultimi anni di vita, ad acuire la dipendenza dalle droghe e le pessime abitudini di vita che lo avrebbero portato alla morte. Quando giunse a Memphis, Elvis continuava a incontrare grosse difficoltà a costruirsi delle amicizie stabili e a legare con i suoi coetanei, a causa del carattere schivo e introverso. Inoltre, nel corso di quel periodo mostrava ancora un eccessivo attaccamento verso i genitori, in modo particolare alla madre.
Sin da giovanissimo, contrariamente alla maggioranza della popolazione originaria del sud degli Stati Uniti, il cantante dimostrò di non avere pregiudizi, frequentando ambienti sia della comunità bianca sia della comunità nera. Conseguenza di questo suo atteggiamento fu anche il suo approccio disinvolto con le diverse culture musicali, che in seguito fu una delle ragioni che gli consentirono di raggiungere il successo come artista. Durante il corso degli anni cinquanta, le stazioni radio statunitensi erano divise in due categorie: quelle che trasmettevano esclusivamente musica "bianca", ovvero interpretata da artisti bianchi, e quelle che trasmettevano musica "nera", ovvero interpretata da musicisti afroamericani. Il futuro cantante, scevro da pregiudizi razziali, le ascoltava entrambe, finendo in tal modo per assorbire simultaneamente le influenze di entrambe le etnie.
Dopo il ritorno dal servizio militare, avvenuto nel 1960, il cantante dimostrò di essere cambiato a livello caratteriale: iniziò a mostrarsi sempre più riservato e diffidente nei rapporti con la gente e sempre più incline a circondarsi dei suoi collaboratori, anche conosciuti come Memphis Mafia. Questo allontanamento dal pubblico, acuito sensibilmente alla fine del decennio lo portò, nel corso degli anni successivi, a cercare, con incredibile frequenza, il contatto diretto con il pubblico.
A partire dall'inizio degli anni settanta, anche a causa di una qualche forma di squilibrio psichico, il cantante adottò uno stile di vita sempre più sregolato e stravagante. Da allora in poi egli cominciò a indossare capi di abbigliamento sempre più vistosi ed eccentrici e a fare sfoggio, ogni qualvolta gliene si presentava l'opportunità, di atteggiamenti, come si suol dire, "regali", molto simili a quelli che avrebbe assunto un vero e proprio "monarca". In conseguenza di ciò venne allora soprannominato "the King" (il re, appunto). All'epoca, interpellato dai giornalisti sulle stravaganze che caratterizzavano la sua immagine pubblica, il cantante così si espresse: «L'immagine è una cosa, mentre l'uomo è un altro [...] è molto difficile vivere dietro a un'immagine...» Sempre a partire da allora egli cominciò poi a prodursi in spese molto cospicue, acquistando quantitativi enormi di gioielli e auto di lusso. Di tali acquisti poi si sbarazzava, regalandoli alle fidanzate del momento, a conoscenti, a membri dell'entourage o a sconosciuti: tale comportamento talvolta finiva inevitabilmente per mettere in crisi le sue pur cospicue finanze. Sussistono anche testimonianze del fatto che soffrisse di ipocondria e una depressione, conseguente al divorzio della moglie avvenuto nel 1973, che lo portò ad avere violenti diverbi con i membri del suo entourage. Gli sbalzi d'umore dell'artista sono documentati da suoi soci Red West, Sonny West e Dave Hebler nel saggio polemico Elvis: What Happened? (Elvis, cosa è successo?) che, secondo le testimonianze, sarebbe stato letto dal cantante: ciò contribuì ulteriormente all'aggravarsi dello stato depressivo che già lo affliggeva da tempo. Maturò in lui un'ossessione smodata per il cibo spazzatura che lo portò a ingrassare vistosamente e a sottoporsi poi, nel tentativo di recuperare un minimo di forma fisica, a spossanti diete dimagranti a base di medicinali.

## Il look
Sin da quando era giovane, Elvis sfoggiava un look che era reputato atipico e non lo rendeva popolare tra i suoi compagni di scuola e i suoi conoscenti. Mentre all'epoca solitamente gli altri ragazzi sfoggiavano un taglio di capelli corto, ordinato, ispirato ai dettami di uno stile militare, Elvis invece prima lasciava che i suoi capelli rossicci raggiungessero una lunghezza notevole e poi li compattava, raccogliendoli in un vistoso ciuffo cementato da dosi abbondanti di brillantina, che abbinava ad altrettanto lunghe e vistose basette. A tale acconciatura, egli abbinava degli abiti kitsch e appariscenti, contraddistinti da tagli particolari e colori sgargianti. A partire dalla seconda metà degli anni cinquanta, l'artista dovette modificare il suo look in quanto la sua carnagione chiara e i capelli rossastri mal si conciliavano con le esigenze del "technicolor". Per porre rimedio a tale lacuna, l'artista dovette tingere i capelli di nero, cominciando nel contempo a sfoggiare occhi bistrati e un colorito terreo, dovuto ai pesanti trucchi ai quali si sottoponeva, e mantenne tali consuetudini per il resto dei suoi giorni, interrompendole solamente, per cause di forza maggiore, durante lo svolgimento del servizio militare.

## Le passioni

### Gli strumenti musicali

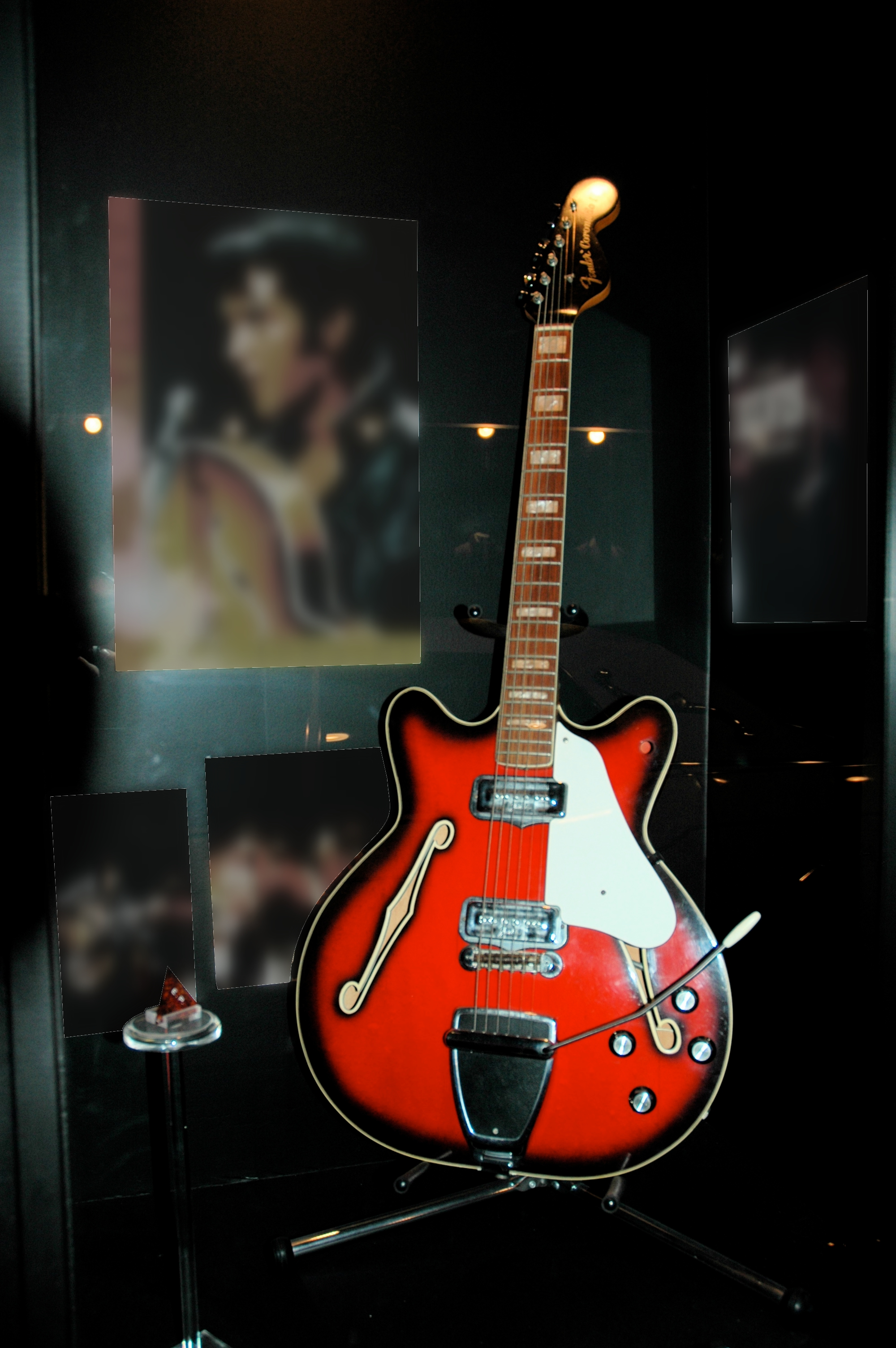
La chitarra Fender Coronado II appartenuta a Elvis

Dimostrava di possedere una spiccata predilezione per strumenti musicali come la chitarra acustica, utilizzandola per accompagnarsi coreograficamente, sin dallo svolgimento delle sue prime esibizioni, nonché successivamente, per tutto il corso della sua carriera. Con l'evolversi della stessa, tale strumento divenne una parte fondamentale e imprescindibile della sua immagine, mentre l'altro strumento per il quale il cantante manifestava una notevole predilezione era il pianoforte, che prese l'abitudine di suonare allo scopo di rilassarsi tra una session e l'altra cantando qualche brano di musica gospel, abitudine questa che conservò per tutto il corso della sua vita. Molte delle chitarre possedute durante lo svolgimento della sua carriera artistica dal cantante, sono ancora visibili a Graceland, così come lo è un pianoforte di foggia particolare, completamente placcato in oro, che rappresenta un tipico esempio di quelle eccentricità di cui egli, a partire da un certo momento della sua vita, era solito circondarsi.

### Le arti marziali
Durante il periodo della permanenza nella Germania Ovest, il cantante si appassionò alle arti marziali e in modo particolare al karate, tanto che con il tempo si perfezionò in quest'arte.

### L'esoterismo
Durante gli anni sessanta, Elvis maturò anche un notevole interesse per alcune particolari scienze, quali la numerologia e l'esoterismo: in conseguenza di ciò la sua biblioteca personale si arricchì di  vari testi che trattavano tali argomenti. Il parrucchiere personale di Elvis, Larry Geller, che entrò nella sua fila di collaboratori nel 1964, aveva uno spiccato interesse per questioni di natura spirituale. Larry ricorda come, sin dal primo colloquio che intrattenne con il cantante, quest'ultimo si aprì e si confidò con lui, mettendolo al corrente dei suoi più reconditi pensieri, e contemporaneamente della vera natura delle ansie interiori che lo tormentavano, esprimendosi all'epoca nel modo seguente: «Voglio dire, ci deve essere uno scopo [...] ci deve essere un motivo... un motivo per cui sono stato scelto per essere Elvis Presley... Giuro su Dio, nessuno sa quanto io mi senta solo, vuoto è come mi sento veramente dentro» In seguito qualche anno dopo Geller prese l'abitudine di rifornire il cantante di un cospicuo quantitativo di libri che trattavano di religione e di misticismo, che il cantante leggeva durante le pause dei tour.

## I possedimenti

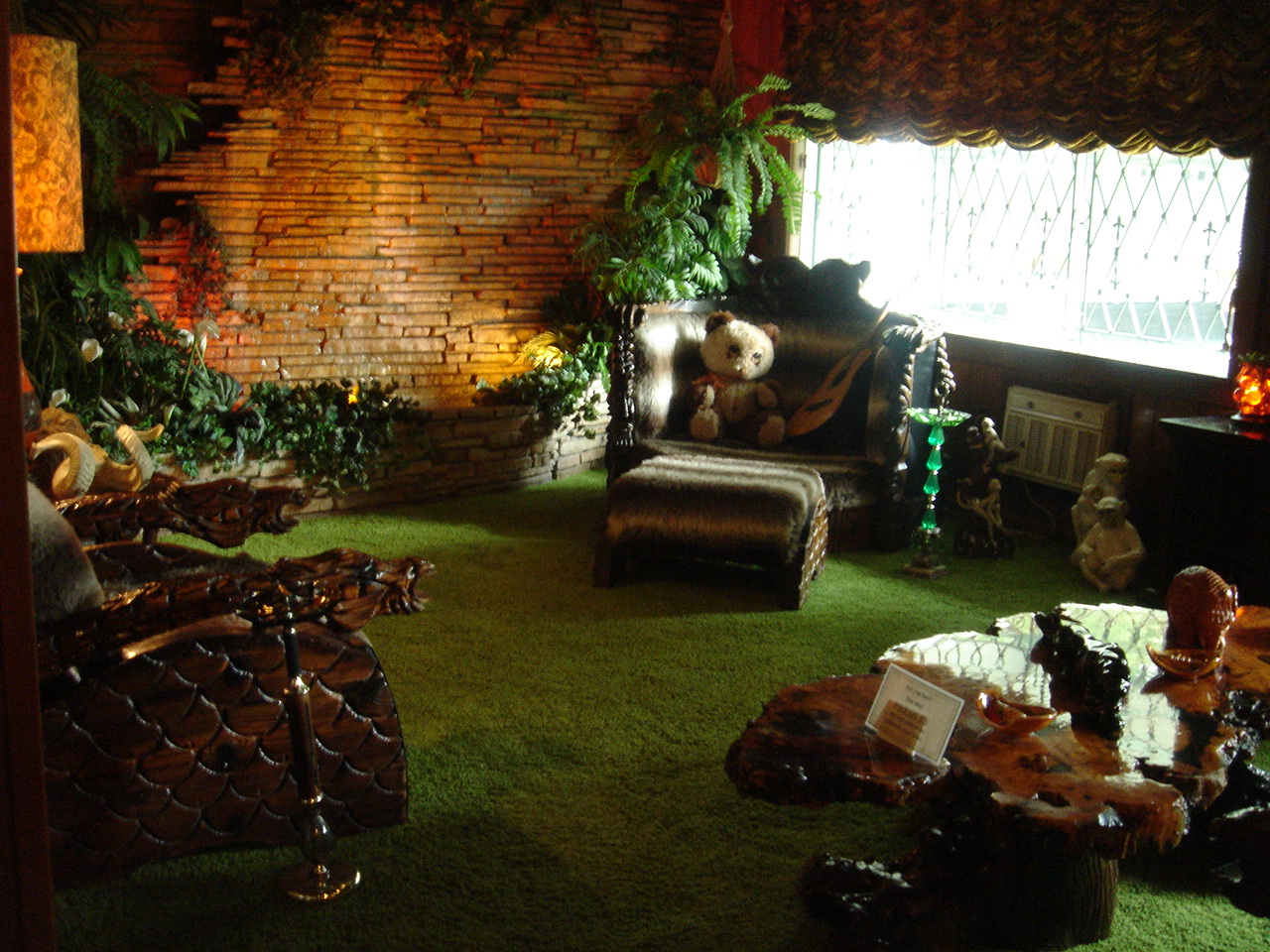
Una veduta della "Jungle Room" una stanza di Graceland, la dimora di Elvis

### Graceland e le altre residenze
Nei primi mesi del 1957, investendo ingenti proventi, il cantante acquistò una sontuosa dimora, che reputava più confacente al suo nuovo ruolo di star cinematografica, Graceland, situata a Memphis, nello Stato del Tennessee. Successivamente egli adattò la nuova abitazione alle sue esigenze e ai suoi gusti stravaganti, facendola oggetto di un radicale rifacimento, consistente nell'effettuazione di una lunga serie di modifiche alla sua struttura originaria, e ne arredò gli interni seguendo i dettami di uno stile a detta di molti kitsch. Ultimati nel giro di qualche mese i lavori di ristrutturazione, il cantante si trasferì presso la sua nuova residenza in compagnia del suo seguito, composto da molti collaboratori, amici e membri del suo nucleo famigliare. Dopo la morte del cantante, la villa venne adibita a museo e aperta parzialmente al pubblico nel 1982.
Elvis possedeva altre proprietà private, quali una residenza privata nella città tedesca di Bad Nauheim, una suite d'albergo adibita ad abitazione presso Las Vegas, una grande casa a Beverly Hills, a Hollywood, ove visse assieme alla compagna Priscilla dal 1967 al 1968 e un'altra residenza a Palm Springs.

### I mezzi di trasporto

#### Aerei

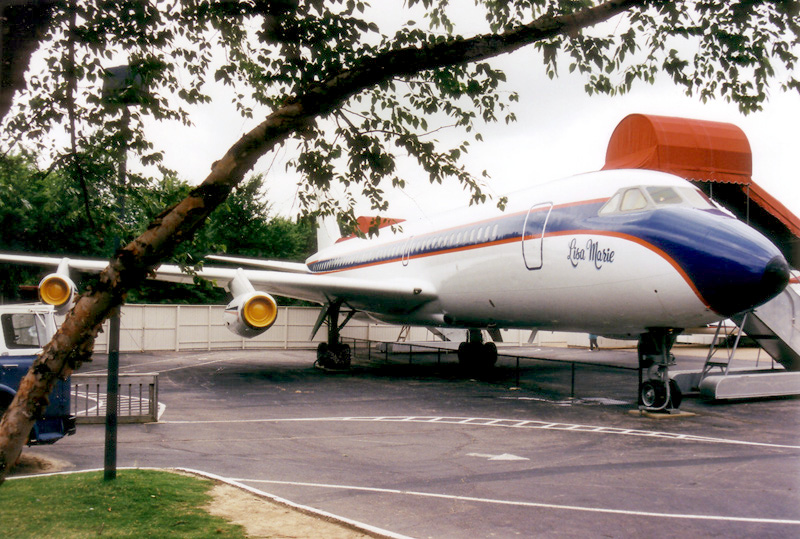
Un'immagine dell'aereo personale di Elvis, il Convair 880 battezzato "Lisa Marie", esposto a Graceland

Nel corso della sua vita il cantante acquistò diverse auto, anche fatte personalizzare appositamente, due aerei, ossia un piccolo quadrigetto Lockheed JetStar, usato sino ad allora per voli charter, che battezzò "Hound Dog II", e un jet quadrimotore Convair 880, un aereo civile di medie dimensioni adibito al trasporto di passeggeri, che era stato dismesso dalla compagnia Delta Air Lines. Il cantante l'aveva acquistato con l'intenzione di farlo diventare il suo aereo personale, spendendo la somma di 250.000 dollari. Dopo una costosissima ristrutturazione degli interni dell'aeromobile, che incontrava le sue esigenze lavorative e ai suoi gusti, la cifra spesa raggiunse e superò i 600.000 dollari. L'aeromobile fu poi battezzato "Lisa Marie", in onore della figlia del cantante, e utilizzato in seguito dallo stesso e dal suo entourage per raggiungere celermente le più disparate località dell'America. Entrambi gli aerei in questione sono da tempo esposti e visibili a Graceland, la dimora di Elvis.

#### Le auto
Non è mai stata un segreto la grande passione che il cantante ha sempre coltivato per le automobili in genere, ma in particolar modo per quelle contraddistinte dal marchio Cadillac, che è sempre stata considerata unanimemente l'auto statunitense di lusso per eccellenza. Il primo esemplare di automobile contraddistinto da tale marchio fu acquistato dal cantante nell'anno 1955, e per tre mesi tale autovettura venne utilizzata per raggiungere le località dove egli effettuava le sue esibizioni, assieme al suo gruppo. 
La macchina finì distrutta a causa di un incendio che scoppiò all'interno del suo vano motore nel mese di giugno dello stesso anno, mentre il cantante stava percorrendo la strada che da Hope portava a Texarcana. Il secondo esemplare di vettura contraddistinto dal marchio Cadillac acquistato dal cantante fu la 75 Fleetwood Limousine, che egli si procurò allo scopo di poterlo utilizzare durante il tour che egli effettuò nel marzo dell'anno 1956. 
Successivamente la stessa autovettura venne anche utilizzata per portare a termine le operazioni di trasloco, quando il cantante si trasferì a Graceland, nell'anno 1957, e in quella occasione gli interni dell'autovettura vennero anche seriamente danneggiati, in quanto essa fu utilizzata impropriamente allo scopo di trasportare anche diversi animali domestici. Il terzo esemplare di vettura contraddistinto dal marchio Cadillac acquistato dal cantante è forse la più famosa, ultima icona dell'"Elvis anni cinquanta", poiché si tratta della Cadillac De Ville Fleetwood 60 Special, meglio conosciuta dai fans con l'appellativo di "Pink Cadillac". 
In origine fu acquistata dal cantante con l'intenzione di regalarla alla madre Gladys, ma in seguito egli prese l'abitudine di adoperarla personalmente. La carrozzeria di tale autovettura, inizialmente dipinta di colore blu, fu successivamente ridipinta in un particolare colore rosa, che la leggenda vuole sia stato creato apposta per assecondare i gusti cromatici del cantante, e che fosse contraddistinto da una tonalità molto difficile da ottenere. La quarto esemplare di vettura contraddistinto dallo stesso marchio posseduta dal cantante fu la Cadillac Eldorado, che il cantante acquistò assieme alla sua fidanzata dell'epoca June Juanico, il 12 giugno dell'anno 1956, per la somma, notevole per il periodo, di 10.000 dollari. 
Originariamente tale autovettura era dipinta di bianco, ed i suoi interni erano rivestiti di pelle nera, ed il cantante la fece ridipingere da un carrozziere di Memphis, Jimmy Sanders, lo stesso che aveva creato la particolare tonalità di rosa con la quale era stata ridipinta la vettura che egli aveva posseduto in precedenza, e vennero inoltre effettuate varie modifiche agli interni in pelle, sui quali vennero inserite le iniziali "EP", adornate da ideogrammi che rappresentavano una chitarra e due note musicali. Altra vettura posseduta dal cantante che merita particolare attenzione, a causa delle sue caratteristiche peculiari, fu la "Cadillac Series 75 Fleetwood Limousine" dell'anno 1960. 
Tale autovettura, contraddistinta da rifiniture esageratamente lussuose e pacchiane, venne fatta allestire come esemplare unico, e venne successivamente acquistata dalla RCA, la casa discografica del cantante, per l'allora cifra record di 100.000 dollari. L'interno dell'auto era adornato da una serie si accessori particolari e decisamente stravaganti, fra i quali si possono annoverare un complesso beauty case per la cura del proprio aspetto, un frigorifero, un radiotelefono, un impianto TV, un marchingegno in grado di lucidare le scarpe, un registratore a nastro magnetico del tipo che si utilizzava all'epoca, e persino un dispositivo per ascoltare dischi della RCA, fino ad un massimo di dieci LP alternati automaticamente, dunque una sorta di mini jukebox. 
Il tutto era rifinito in modo esageratamente vistoso, mediante la ridondante presenza di una marea di guarnizioni e placcature in oro massiccio. Nel corso dell'anno 1964 il Colonnello Tom Parker convinse la RCA a vendergli la stravagante auto, per acquistare la quale egli corrispose alla casa discografica la somma di 24.000 dollari, per poi utilizzarla successivamente durante l'esecuzione di un tour a carattere promozionale alla stregua di una specie di auto di rappresentanza, e più in generale come un esempio di status symbol, che concorresse a rinvigorire la fama e la notorietà del loro idolo presso i suoi fan, ottenendo come risultato dall'operazione un notevole successo. 
All'epoca vennero anche girati una serie di filmati di carattere promozionale che avevano per soggetto le sue particolarità e la serie di strampalati gadget di cui era dotata, visibili su alcuni fan site dedicati al cantante. Negli anni settanta tale autovettura è stata donata al "Country Music Association Hall of Fame di Nashville", dove si trova custodita. La Cadillac Series Fleetwood Limousine acquistata nell'anno 1964, di colore nero, successivamente riverniciata in color porpora, fu sicuramente una delle auto preferite e più usate dal cantante, ed essa partecipò anche allo svolgimento del suo corteo funebre, che si svolse nell'agosto dell'anno 1977. 
L'ennesima Cadillac che egli acquistò fu un esemplare di De Ville prodotta nel corso del 1967, e fu adoperata dal cantante e da sua moglie Priscilla Presley, durante lo svolgimento della loro luna di miele. L'anno successivo venne il turno della Cadillac Eldorado Coupé, acquistata dal cantante per farne un uso esclusivo e personale, ma che in realtà venne spesso usata soprattutto durante il periodo della nascita di sua figlia, e per tutto il corso dell'anno successivo. Si ha poi notizia del fatto che quando un giorno l'auto a causa di noie meccaniche non partì, il cantante esplose in un eccesso di rabbia, scese dall'autovettura, e la colpì lungo il paraurti di destra con una lunga serie di violenti calci. 
Stufo e deluso dall'autovettura in questione, egli successivamente se ne sbarazzò, regalandola al patrigno di sua moglie. Qualche tempo dopo, nel 1974, il cantante acquistò una "Cadillac Fleetwood Brougham", che successivamente diventò una delle sue auto preferite, tanto che volle che fosse dotata all'interno di ogni tipo di stravagante optional. Tra di essi si possono ricordare un soffitto decorato con un arazzo che riproduceva una Luna splendente abbinata a un'immagine di Dio. Questa vettura la si può poi scorgere tra le auto che compongono il lungo corteo funebre che si formò durante lo svolgimento dei suoi funerali. 
Il proprietario l'ha acquistata dall'ente che si occupa dell'amministrazione dei beni che gli appartennero nel corso della sua vita, recandosi direttamente a Graceland nel 1980, e circa vent'anni dopo, nel 2000, è stata messa all'asta dal nuovo proprietario, alla modica cifra di 1.200.000 dollari, ridotta successivamente a 750.000 dollari, e infine ancora ulteriormente ridotta a 500.000 dollari. Altre automobili contraddistinte dal marchio Cadillac di minore importanza appartenute al cantante sono state la Cadillac Sedan, la Cadillac Station Wagon, la Cadillac De Ville, e la Cadillac Eldorado Convertibile. Quest'ultima autovettura fu disegnata personalmente dal cantante nel corso del 1965, ispirandosi al modello di quella che rappresentava la sua "auto ideale", che avrebbe dovuto essere realizzata da George Barris, ma egli non vide mai il suo sogno realizzarsi, in quanto morì prima che il suo fantasioso progetto fosse portato a termine.
Si ha poi notizia di un certo numero di altri esemplari di automobili contraddistinti d marchi diversi, che il cantante acquistò nel corso degli anni, quali una vetturetta Messerschmitt, acquistata nel 1956, una BMW 507 s, acquistata nel 1959, una Lincoln Continental Mark 5, acquistata nel 1960, una Rolls-Royce Phantom V, acquistata nel 1961, una Ford Thunderbird, acquistata nel 1962, una seconda Lincoln, la Executive Limousine, comprata nel 1967, una De Tomaso Pantera, acquistata nel 1971, di alcune Stutz Blackhawk, acquistate durante il corso del triennio compreso tra il 1970 ed il 1973, e di una Ferrari Dino 308 GT4, comprata nel 1975. In qualche caso, ma non sempre, tali autovetture vennero successivamente fatte personalizzare in modo particolare da carrozzieri locali, allo scopo di adeguarle agli stravaganti gusti ed alle atipiche necessità del loro proprietario. Interpellato all'epoca dai giornalisti a proposito della passione che nutriva per le automobili, il cantante così si espresse: «L'ambizione è un sogno con un motore V8...»
Col passare degli anni entrarono poi a far parte del numeroso e svariato parco macchine posseduto dal cantante una serie di veicoli particolari, quali delle Dune Buggyes, veicoli da collegamento interno, e dei trattori adattati per essere utilizzati per effettuare la manutenzione della sua tenuta. Negli anni Sessanta Elvis acquistò anche un grosso autobus di linea, dismesso dalle locali compagnie di trasporto passeggeri, che dopo aver fatto trasformare in una specie di gigantesco caravan, utilizzò lungamente in compagnia del suo entourage, e sul quale venne realizzata una serie di filmati amatoriali, che lo ritraggono alla guida dello stesso, alcuni dei quali visibili su internet, nei siti che trattano dell'enorme mole di memorabilia attinente alla sua figura.

#### Le moto
Il cantante poi, a partire dai primi anni cinquanta, e nel corso dei due decenni successivi, acquistò un certo numero di svariate moto, principalmente Harley-Davidson (alcune delle quali carrozzate come sidecar), nonché alcuni motocicli speciali, allestiti come veicoli a tre ruote, e altre moto ancora, fatte personalizzare apposta per soddisfare i suoi gusti. Come tutto ciò che in qualche modo aveva una qualche attinenza con la sua figura, anche le auto e le moto da lui possedute durante il corso della sua esistenza finirono per diventare una parte essenziale e imprescindibile dell'iconografia che ruotava attorno al personaggio, e alcuni esemplari di queste autovetture e di questi motocicli sono conservati presso il locale Museo "Elvis Presley Automobile Museum Memphis", situato a Memphis.

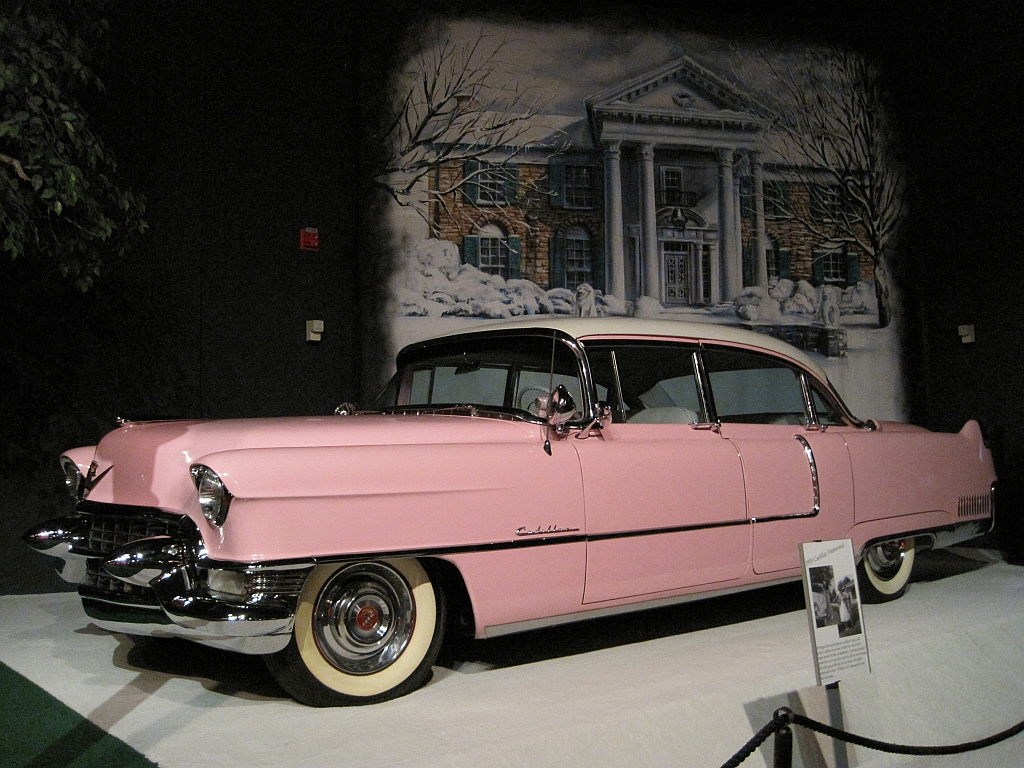
Una Cadillac De Ville Fleetwood 60 Special, acquistata dal cantante nell'anno 1955
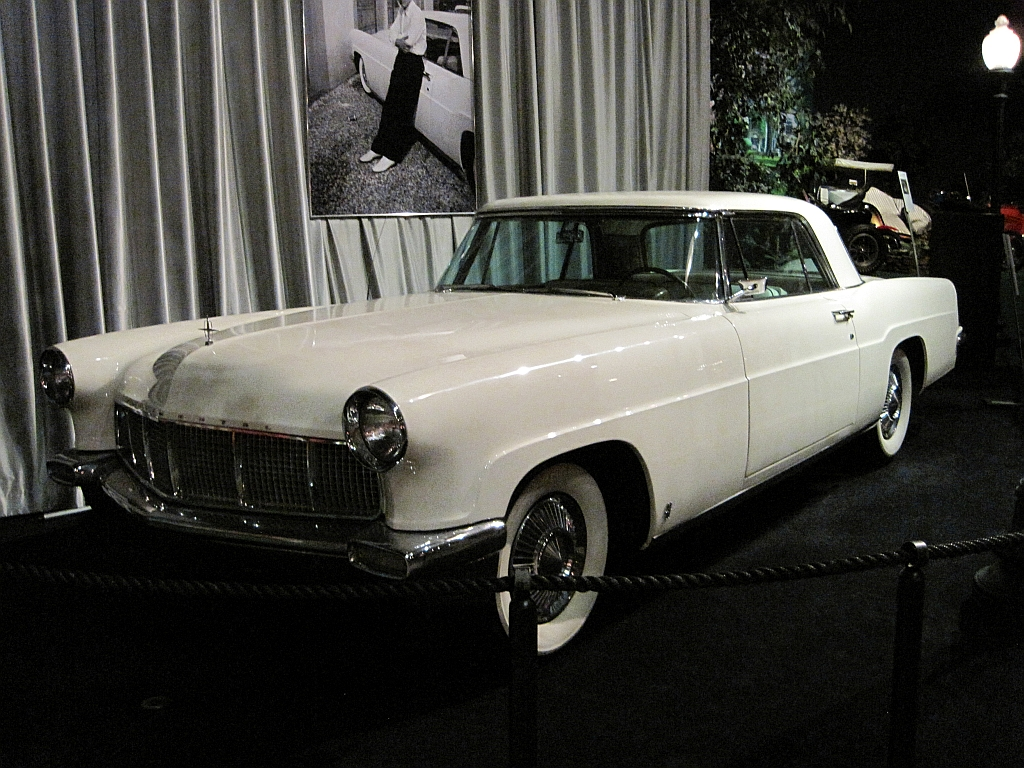
Una Lincoln Continental Mark II, acquistata dal cantante nel 1956
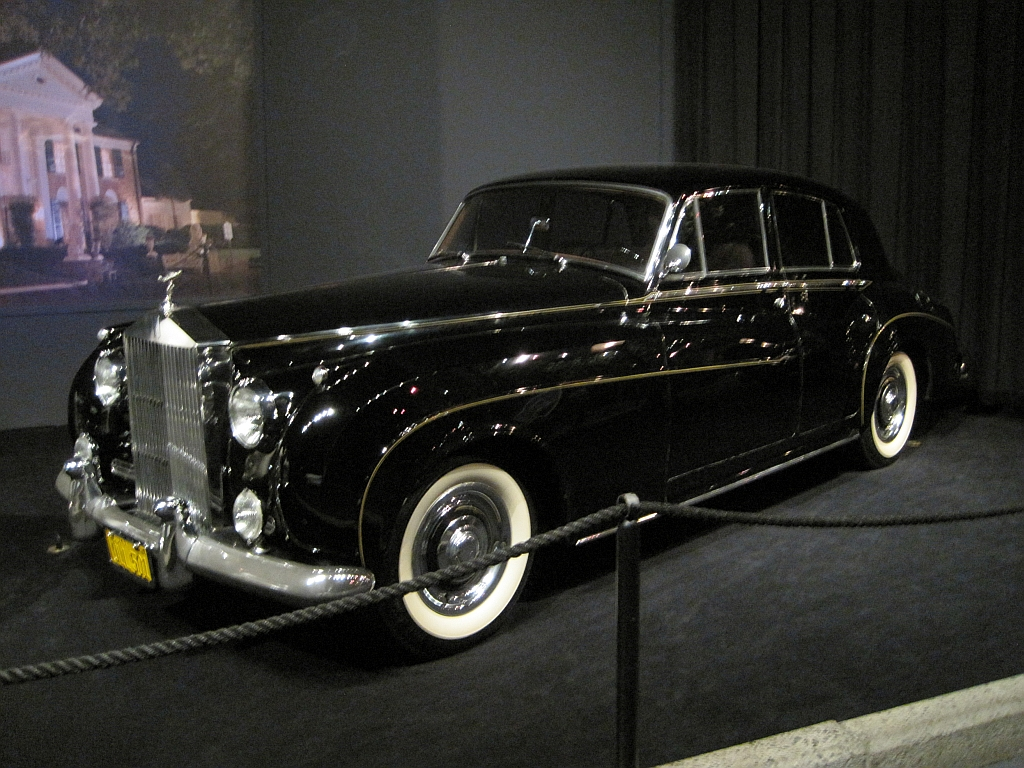
Una Rolls-Royce Silver Cloud, acquistata dal cantante nel 1960
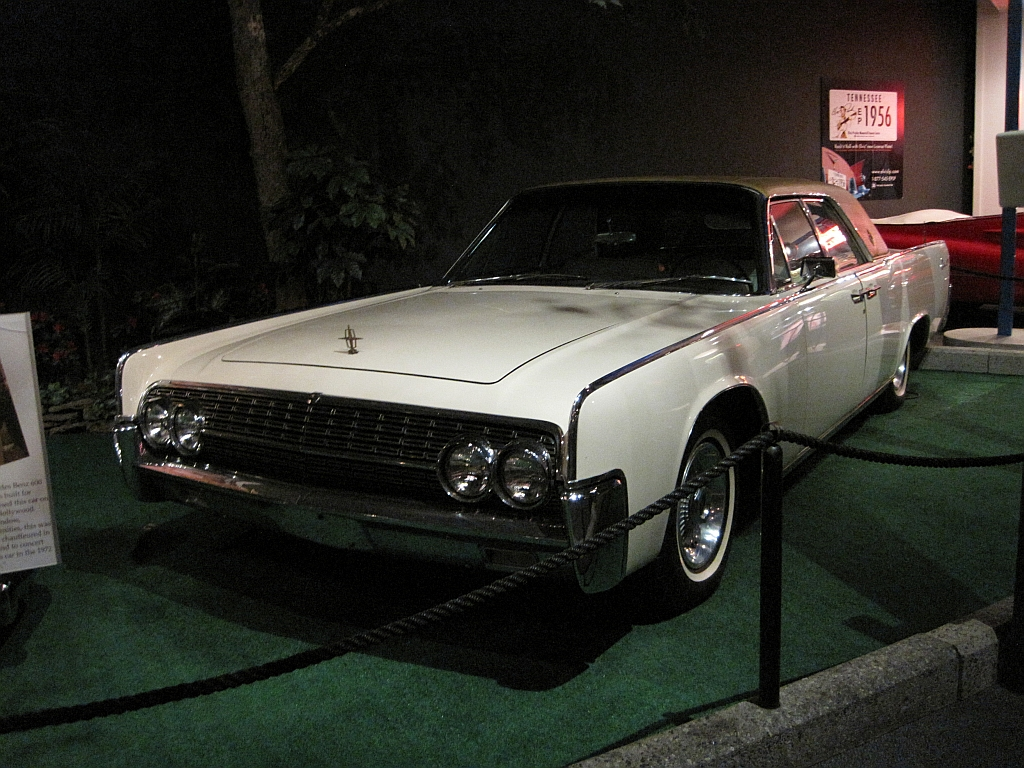
Una Lincoln Continental, acquistata dal cantante nel 1963
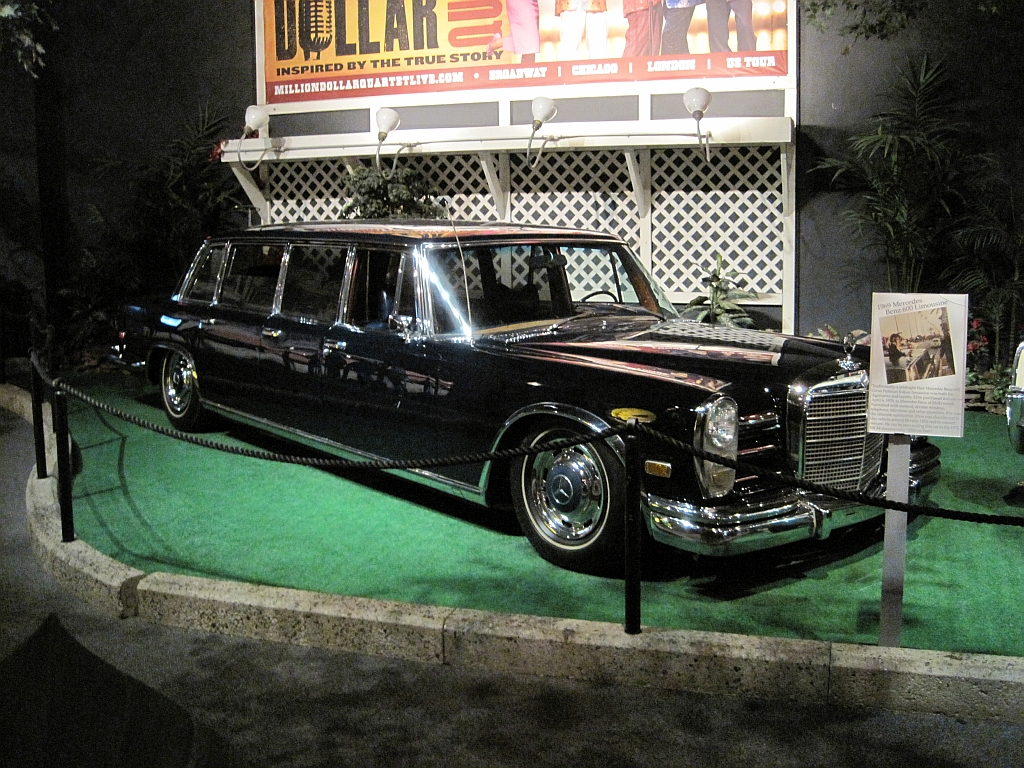
Una Mercedes-Benz 600 limousine, acquistata dal cantante nel 1969
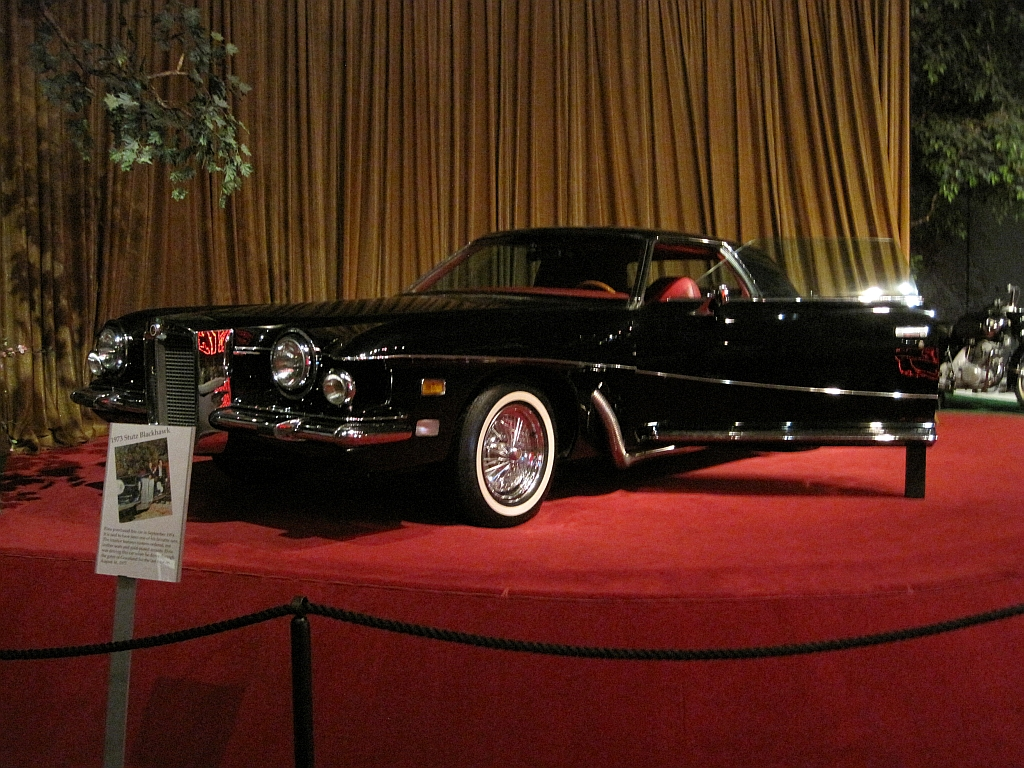
Una Stutz Blackhawk, acquistata dal cantante nel 1973
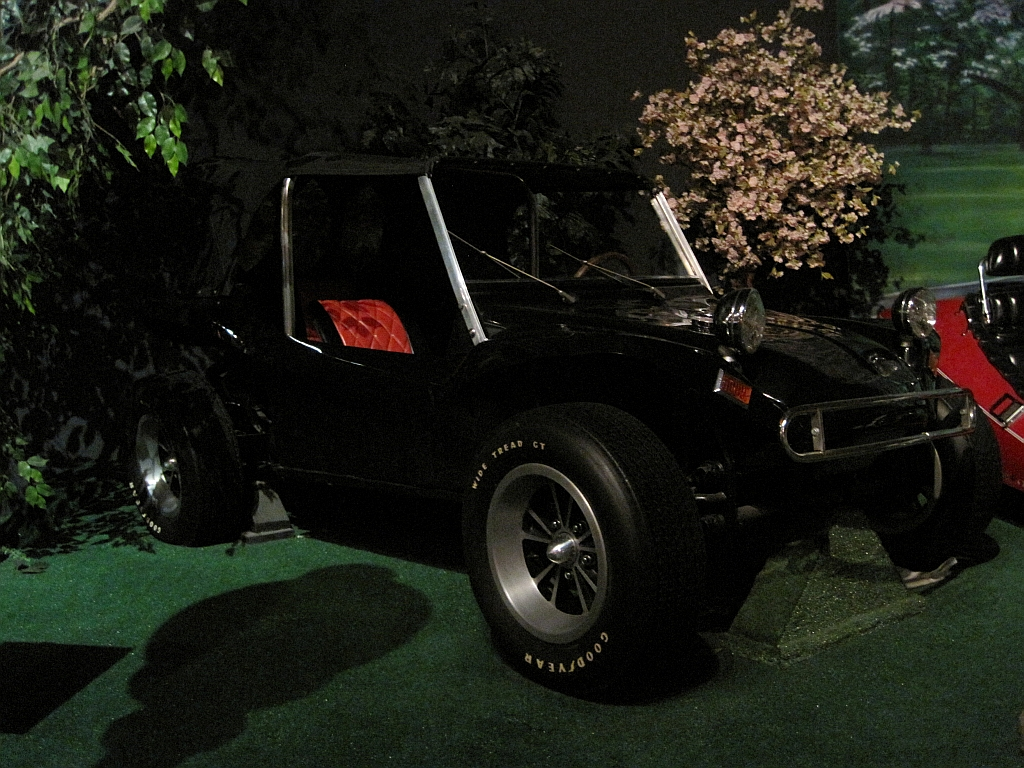
una singolare Dune buggy, acquistata dal cantante nel corso degli anni settanta
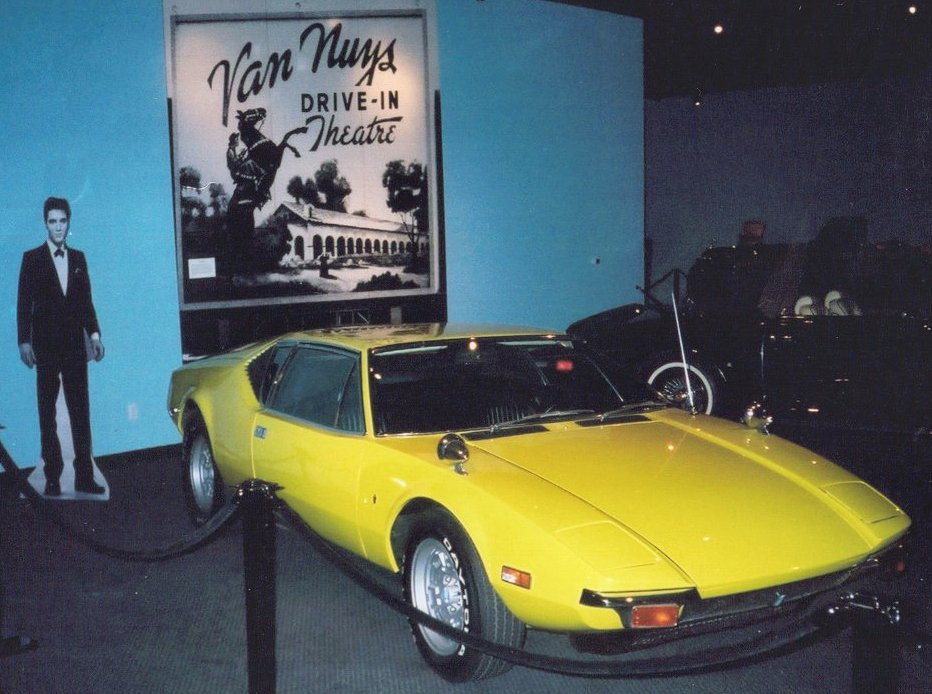
La De Tomaso Pantera, acquistata dal cantante nel 1971
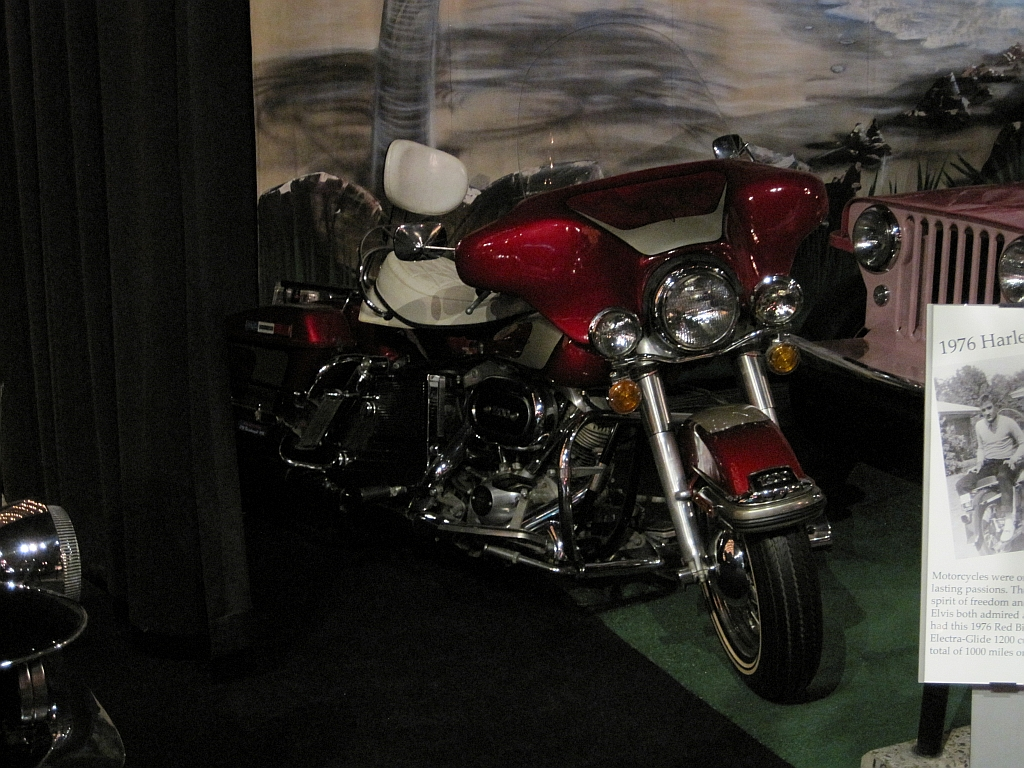
Una Harley-Davidson "Electra-Glide", acquistata dal cantante nel 1976

## La dipendenza dai farmaci e le droghe
Mentre faceva il militare in Germania, Elvis prese l'abitudine di assumere farmaci stimolanti, quali la benzedrina, e ciò sancì il nascere di un'abitudine che con il passare del tempo si radicò in lui in misura sempre maggiore, diventando successivamente una grave forma di dipendenza. Durante un'intervista che concesse posteriormente al suo congedo, il cantante così si espresse: «I due anni sotto le armi mi hanno fatto riflettere. La noia è una grande madre di virtù».
Con il passare degli anni Elvis, allo scopo di reggere meglio il serrato ritmo della sua attività concertistica, incrementò il consumo di farmaci quali stimolanti e anfetamine. Parimenti, allo scopo di forzare poi il suo successivo riposo aumentò smodatamente anche il consumo di farmaci quali barbiturici e tranquillanti che finirono per incidere poi in modo negativo anche sulla sua salute. I ricoveri in ospedale divennero allora frequenti. Secondo i fan, sarebbe stato il rapporto controverso con l'ex moglie a peggiorare le sue condizioni psichiche e, quindi, a portarlo all'aggravarsi della sua dipendenza dalle droghe.